# خاراشموویچ-کولونگا
خاراشموویچ-کولونگا (به لهستانی:  Harasimowicze-Kolonia) یک روستا در لهستان است که در گمینا دانبرووا بیاووستوتسکا واقع شده‌است.